# Banda (capoeira)
A banda é um golpe de Capoeira, da categoria desequilibrante, onde o pé de apoio de quem aplica acerta o pé de apoio de seu oponente. Na capoeira existem variações desse golpe, como por exemplo a banda de costas, passa pé ou rasteira, esse último se diferencia por ser próximo ao chão. 
Esse golpe é utilizado como forma de contra ataque com intuito de derrubar ou desequilibrar o oponente, geralmente utilizado em contra ataque quando o oponente utiliza golpe de giros ou golpes de linha.